# Юнацька збірна Чехословаччини з футболу (U-16)
Юнацька збірна Чехословаччини з футболу (U-16) — національна футбольна збірна Чехословаччини, що складалася із гравців віком до 16 років. Керівництво командою здійснювала Футбольна асоціація Чеської Республіки.
Збірна боролося за право участі у юнацьких чемпіонатах Європи (U-16), за свою історію кваліфікувавшись до участі у п'яти фінальних турнірах цих змагань та ставши чемпіоном Європи серед 16-річних у 1990 році.
1993 року, вже у форматі команди до 17 років, єдиний раз була учасником юнацького чемпіонату світу відповідної вікової категорії, де завершила боротьбу на стадії чвертьфіналів.

## Виступи на міжнародних турнірах

### Юнацький чемпіонат світу (U-16/17)
| Статистика чемпіонатів світу (U-16/17) | Статистика чемпіонатів світу (U-16/17) | Статистика чемпіонатів світу (U-16/17) | Статистика чемпіонатів світу (U-16/17) | Статистика чемпіонатів світу (U-16/17) | Статистика чемпіонатів світу (U-16/17) | Статистика чемпіонатів світу (U-16/17) | Статистика чемпіонатів світу (U-16/17) | Статистика чемпіонатів світу (U-16/17) |                    |
| Рік                                    | Раунд                                  | І                                      | В                                      | Н                                      | П                                      | Г+                                     | Г-                                     | РГ                                     |                    |
| -------------------------------------- | -------------------------------------- | -------------------------------------- | -------------------------------------- | -------------------------------------- | -------------------------------------- | -------------------------------------- | -------------------------------------- | -------------------------------------- | ------------------ |
| 1985                                   | не кваліфікувалася                     | не кваліфікувалася                     | не кваліфікувалася                     | не кваліфікувалася                     | не кваліфікувалася                     | не кваліфікувалася                     | не кваліфікувалася                     | не кваліфікувалася                     | не кваліфікувалася |
| 1987                                   | не кваліфікувалася                     | не кваліфікувалася                     | не кваліфікувалася                     | не кваліфікувалася                     | не кваліфікувалася                     | не кваліфікувалася                     | не кваліфікувалася                     | не кваліфікувалася                     | не кваліфікувалася |
| 1989                                   | не кваліфікувалася                     | не кваліфікувалася                     | не кваліфікувалася                     | не кваліфікувалася                     | не кваліфікувалася                     | не кваліфікувалася                     | не кваліфікувалася                     | не кваліфікувалася                     | не кваліфікувалася |
| 1991                                   | не кваліфікувалася                     | не кваліфікувалася                     | не кваліфікувалася                     | не кваліфікувалася                     | не кваліфікувалася                     | не кваліфікувалася                     | не кваліфікувалася                     | не кваліфікувалася                     | не кваліфікувалася |
| 1993                                   | чвертьфінали                           | 4                                      | 2                                      | 1                                      | 1                                      | 8                                      | 7                                      | +1                                     |                    |
| Усього                                 | чвертьфінали                           | 4                                      | 2                                      | 1                                      | 1                                      | 8                                      | 7                                      | +1                                     |                    |

### Юнацький чемпіонат Європи (U-16)
| Статистика чемпіонатів Європи (U-16) | Статистика чемпіонатів Європи (U-16) | Статистика чемпіонатів Європи (U-16) | Статистика чемпіонатів Європи (U-16) | Статистика чемпіонатів Європи (U-16) | Статистика чемпіонатів Європи (U-16) | Статистика чемпіонатів Європи (U-16) | Статистика чемпіонатів Європи (U-16) | Статистика чемпіонатів Європи (U-16) |   | Статистика відборів | Статистика відборів | Статистика відборів | Статистика відборів | Статистика відборів | Статистика відборів | Статистика відборів |
| Рік                                  | Раунд                                | І                                    | В                                    | Н                                    | П                                    | Г+                                   | Г-                                   | РГ                                   | І | В                   | Н                   | П                   | Г+                  | Г-                  | РГ                  |                     |
| 1982                                 | не кваліфікувалася                   | не кваліфікувалася                   | не кваліфікувалася                   | не кваліфікувалася                   | не кваліфікувалася                   | не кваліфікувалася                   | не кваліфікувалася                   | не кваліфікувалася                   | 6 | 3                   | 2                   | 1                   | 11                  | 4                   | +7                  |                     |
| 1984                                 | не кваліфікувалася                   | не кваліфікувалася                   | не кваліфікувалася                   | не кваліфікувалася                   | не кваліфікувалася                   | не кваліфікувалася                   | не кваліфікувалася                   | не кваліфікувалася                   | 6 | 4                   | 0                   | 2                   | 9                   | 9                   | 0                   |                     |
| 1985                                 | не кваліфікувалася                   | не кваліфікувалася                   | не кваліфікувалася                   | не кваліфікувалася                   | не кваліфікувалася                   | не кваліфікувалася                   | не кваліфікувалася                   | не кваліфікувалася                   | 2 | 0                   | 0                   | 2                   | 0                   | 3                   | −3                  |                     |
| 1986                                 | груповий етап                        | 3                                    | 1                                    | 1                                    | 1                                    | 5                                    | 3                                    | +2                                   | 4 | 1                   | 0                   | 3                   | 3                   | 5                   | −2                  |                     |
| 1987                                 | груповий етап                        | 3                                    | 0                                    | 2                                    | 1                                    | 2                                    | 3                                    | −1                                   | 2 | 2                   | 0                   | 0                   | 8                   | 0                   | +8                  |                     |
| 1988                                 | не кваліфікувалася                   | не кваліфікувалася                   | не кваліфікувалася                   | не кваліфікувалася                   | не кваліфікувалася                   | не кваліфікувалася                   | не кваліфікувалася                   | не кваліфікувалася                   | 2 | 1                   | 0                   | 1                   | 2                   | 2                   | 0                   |                     |
| 1989                                 | не кваліфікувалася                   | не кваліфікувалася                   | не кваліфікувалася                   | не кваліфікувалася                   | не кваліфікувалася                   | не кваліфікувалася                   | не кваліфікувалася                   | не кваліфікувалася                   | 2 | 0                   | 0                   | 2                   | 0                   | 3                   | −3                  |                     |
| 1990                                 | переможець                           | 5                                    | 3                                    | 2                                    | 0                                    | 8                                    | 2                                    | +6                                   | 2 | 2                   | 0                   | 0                   | 14                  | 0                   | +14                 |                     |
| 1991                                 | не кваліфікувалася                   | не кваліфікувалася                   | не кваліфікувалася                   | не кваліфікувалася                   | не кваліфікувалася                   | не кваліфікувалася                   | не кваліфікувалася                   | не кваліфікувалася                   | 2 | 1                   | 0                   | 1                   | 2                   | 3                   | −1                  |                     |
| 1992                                 | не кваліфікувалася                   | не кваліфікувалася                   | не кваліфікувалася                   | не кваліфікувалася                   | не кваліфікувалася                   | не кваліфікувалася                   | не кваліфікувалася                   | не кваліфікувалася                   | 2 | 1                   | 0                   | 1                   | 2                   | 2                   | 0                   |                     |
| 1993                                 | третє місце                          | 6                                    | 4                                    | 2                                    | 0                                    | 9                                    | 2                                    | +7                                   | 2 | 1                   | 1                   | 0                   | 1                   | 0                   | +1                  |                     |
| 1994                                 | груповий етап                        | 3                                    | 1                                    | 0                                    | 2                                    | 2                                    | 4                                    | −2                                   | 2 | 1                   | 0                   | 1                   | 3                   | 2                   | +1                  |                     |